# Viola Smith
Viola Smith, de soltera Schmitz (Mount Calvary, 29 de noviembre de 1912-Costa Mesa, 21 de octubre de 2020) fue una baterista estadounidense especialmente conocida por su trabajo en orquestas, bandas de jazz y música popular desde la década de 1920 hasta 1975. Fue una de las primeras mujeres bateristas profesionales de la historia. Actuó cinco veces en The Ed Sullivan Show, así como en dos películas y en el musical de Broadway Cabaret.

## Biografía
Smith nació en Mount Calvary, Wisconsin y creció allí con siete hermanas y dos hermanos. Todos aprendieron piano primero, pero el padre tenía reservado para las niñas una orquesta "exclusivamente femenina". Viola eligió tocar la batería porque los otros instrumentos que le gustaban ya los tocaban sus hermanos mayores (ella era la sexta hija). Sus padres tenían una sala de conciertos y una taberna en la vecina Fond du Lac.

## Carrera
En las décadas de 1920 y 1930, Smith tocó en la Schmitz Sisters Family Orchestra (más tarde, Smith Sisters Orchestra) que su padre fundó en Wisconsin. Irene (Schmitz) Abler tocaba el trombón, Erma Schmitz en el vibráfono, Edwina Schmitz en la trompeta, Viola Schmitz en la batería, Lila Schmitz en el saxofón, Mildred (Schmitz) Bartash en el violín bajo, Loretta (Schmitz) Loehr en el piano y Sally (Schmitz) Ellenback en saxofón bajo. Hicieron una gira por el circuito Radio-Keith-Orpheum ( RKO ) de vodevil y salas de cine los fines de semana y las vacaciones de verano mientras algunas de las hermanas todavía estaban en la escuela. Su oportunidad especial llegó según su sobrino, Dennis Bartash, al tocar con sus hermanas en el programa de radio Major Bowes Amateur Hour en la década de 1930. En 1938, Viola y Mildred fundaron Coquettes, una orquesta exclusivamente femenina, que existió hasta 1942. Mildred Bartash tocaba el clarinete y el saxofón. 
Smith escribió un artículo en 1942 para la revista Down Beat titulado "¡Dale un respiro a las chicas músicas!" en el que argumentó que las mujeres músicas podían tocar tan bien como los hombres. Ella explicó: "En estos tiempos de emergencia nacional, muchos de los instrumentistas estrella de las grandes bandas están siendo reclutados. En lugar de reemplazarlos con lo que puede ser un talento mediocre, ¿por qué no dejar que algunas de las grandes músicas del país tomen su lugar?
En 1942, después de que Mildred se casara, Smith se mudó a Nueva York, uno de sus maestros, Billy Gladstone, le dio tambores hechos a mano, recibió una beca de verano para Juilliard y se unió a la orquesta Hour of Charm de Phil Spitalny, una exitosa organización comercial. orquesta de chicas. Más tarde, tocaría con la Orquesta Sinfónica de la NBC. Su estilo característico de 13 tambores, en particular, dos tom-toms de 16 pulgadas a la altura del hombro, nunca fue copiado, sin embargo, Smith notó que Louis Bellson usaba 2 bombos después de conocer y observar a Smith con los tom-toms. Durante este tiempo, Smith grabó música para las películas When Johnny Comes Marching Home y Here Come the Co-Eds como miembro de la Orquesta Sinfónica Nacional, e incluso actuó con Ella Fitzgerald y Chick Webb. Ganó notoriedad como la " Gene Krupa femenina" y la "baterista más rápida". Smith actuó en la toma de posesión del presidente Harry Truman en 1949. Permaneció en la orquesta La Hora del Encanto hasta 1954. 
Después de que Hour of Charm se disolvió, Smith dirigió su propia banda, Viola and her Seventeen Drums. De 1966 a 1970, tocó con la Kit Kat Band, que fue parte de la producción original de Broadway de Cabaret en los años 60. Revista Allegro Volumen 113 Número 10, del 10 de noviembre de 2013, presentó a Smith en el artículo "Un siglo de swing '¡Nunca pierdas el ritmo!'"

## Años posteriores y muerte
En el momento del 107 cumpleaños de Smith en noviembre de 2019, se informó que ocasionalmente todavía tocaba la batería con bandas en Costa Mesa, California, como una de las músicos convencionales más antiguas.
Smith murió el 21 de octubre de 2020 en su casa en Costa Mesa, California. A los 107 años, había estado sufriendo la enfermedad de Alzheimer en el tiempo previo a su muerte.

## Películas
- When Johnny Comes Marching Home (1942)[2]
- Here Come the Co-Eds (1945)

## Apariciones en televisión
- I've Got a Secret (CBS)[16]
- The Ed Sullivan Show (CBS) – cinco ocasiones[17][18]

## Musicales de Broadway
- Cabaret[16]